# Кассини, Артур Павлович
Граф Артур Павлович Кассини (итал. Arturo Paolo Nicola Cassini, Marchese de Capuzzuchi di Bologna, conte de Cassini; 27 ноября 1835 — 19 октября 1919, Париж) — русский дипломат, посланник Российской империи в Китае, посол в Северо-Американских Штатах и Испании, действительный тайный советник. Дед Олега Кассини.

## Биография
Представитель дворянского рода итальянского происхождения Кассини, сын российского генерального консула в Триесте и Венеции действительного статского советника Павла Викторовича Кассини. Именным Высочайшим указом от 14 октября 1892 года Артуру и его брату Михаилу было предоставлено право с нисходящим потомством пользоваться графским титулом, с которым их дед Виктор Иванович Кассини был принят на российскую службу.
Окончив Александровский лицей (1854), вступил в службу 18 декабря 1854 года. В 1862 году пожалован в звание камер-юнкера, в 1880 году — в звание камергера, а 1 апреля 1881 года произведён в действительные статские советники.
C 25 сентября 1884 года являлся поверенным в делах, а с 10 мая 1888 года — министром-резидентом при Ганзейских вольных городах в Гамбурге. 17 ноября 1891 года назначен Чрезвычайным Посланником и Полномочным Министром в Китай, 28 марта 1893 года пожалован в гофмейстеры Высочайшего двора. Оставался посланником в Китае до 3 октября 1896 года.
6 ноября 1897 года Кассини получил назначение Чрезвычайным Посланником и Полномочным Министром в Северо-Американские Штаты, а в следующем году его статус был повышен — он стал Чрезвычайным и Полномочным Послом.
1 января 1905 года Кассини был назначен послом в Испанию и 30 марта 1906 года произведён в действительные тайные советники. В 1909 году 74-летний Артур Павлович вышел в отставку.
После Октябрьской революции эмигрировал вместе с дочерью во Францию. Умер в Париже в 1919 году.

## Награды
За свою службу Кассини был награждён многими российскими и иностранными орденами, в их числе:
- Орден Святого Станислава 1-й степени (1884 год).
- Орден Святой Анны 1-й степени (1889 год).
- Орден Святого Владимира 2-й степени (1895 год).
- Орден Белого орла (1898 год).
- Орден Святого Александра Невского (6 апреля 1904 года; бриллиантовые знаки этого ордена пожалованы 18 декабря того же года)[1].
- Кавалер Большого креста ордена Почётного легиона (19 июля 1906 года, Франция)[2].

## Семья
Первая жена (с 1862 года) — Юлия Александровна Ниротморцева (1841—1890), внучка адмирала А. В. Моллера и дочь камергера А. А. Ниротморцева. Брак закончился разводом. В 1874 году вышла замуж за барона Иоганна Адама фон Кнорринга (1846—1881). Дочь от Кассини:
- Мария (29.10.1864[3]—14.06.1938), родилась в Дрездене, крестница деда Ниротморцева; с 15 апреля 1890 года замужем за графом Георгом Менгденом. Брак был бездетным. В 1919 году эмигрировала в Данию, где часто навещала императрицу Марию Фёдоровну. Умерла в Копенгагене.

Вторая жена (с 28 января 1880 года) — Зоя Дмитриевна Бибикова (1840—05.12.1906), вдова князя Евгения Александровича Львова (1832—1876) и дочь министра внутренних дел Д. Г. Бибикова. Последняя владелица села Лаишевка. Венчались в Петербурге в церкви Св. Спиридона Тримифунтского при Департаменте уделов. Умерла от миокардита в Виши (Франция), похоронена в Петербурге в Александро-невской Лавре. Их дочь:
- Маргарита (1882—25.09.1961, Нью-Йорк)[6], в браке с дипломатом Александром Лоевским имела сыновей Олега и Игоря, которые сделали успешную карьеру в США под фамилией Кассини.